# 科爾奎特 (喬治亞州)
科爾奎特（英語：Colquitt）是一個位於美國喬治亞州米勒縣的城市。根據2010年美國人口普查，該地人口為1992人，而該地的面積約為21.40平方千米。同時該地也是米勒縣的縣治。

## 地理
科爾奎特的座標為31°10′23″N 84°43′43″W / 31.17306°N 84.72861°W，而該地的平均海拔高度為51米（即167英尺）。